# Thriller (canção)
"Thriller" é uma canção de 1982 pelo cantor e compositor americano Michael Jackson como parte de seu sexto álbum de estúdio, Thriller. Foi lançada como o sétimo e último single do álbum em 12 de novembro de 1983.
A canção foi produzida por Quincy Jones e escrita por Rod Temperton, que queria escrever uma canção teatral para se adequar ao amor de Jackson pelo cinema. A música e as letras evocam filmes de terror, com efeitos sonoros como trovões, passos e uivos. A canção termina com uma sequência falada pelo ator de filmes de terror Vincent Price, que a encerra emitindo uma risada memorável. O videoclipe de "Thriller" é constantemente eleito por inúmeras revistas especializadas em música como o melhor e mais bem sucedido videoclipe de todos os tempos. O videoclipe foi dirigido por John Landis e estreou na MTV em 2 de dezembro de 1983. No vídeo, Jackson se torna um zumbi e executa uma rotina de dança com uma horda de mortos-vivos. Muitos elementos do vídeo tiveram um impacto duradouro na cultura popular, como a dança dos zumbis e a jaqueta vermelha de Jackson. "Thriller" é frequentemente citado como um fenômeno da cultura pop e um hino do Halloween. A canção também aparece em vários dos álbuns de maiores sucessos de Jackson e já foi regravada por vários artistas. O videoclipe foi incluído no National Film Registry. "Thriller" é o terceiro maior sucesso de Michael Jackson, ficando atrás somente de "Billie Jean" e "Black or White". A canção possui o recorde de ser a terceira música mais premiada da história, com 23 prêmios. É superada apenas por "Shallow", de Lady Gaga, com 32 estatuetas, e "Formation", de Beyoncé, com 28 prêmios. Em 2009, ano em que o cantor morreu, a cantora Miley Cyrus incluiu a música como um pequeno tributo (dançando) ao cantor na sua turnê mundial Wonder World.

## Composição
"Thriller" deriva-se dos gêneros musicais disco, pós-disco e funk. Definido na tonalidade de C# menor, a música tem um andamento moderado de 120 batidas por minuto. As letras e os efeitos sonoros de "Thriller" referem-se a elementos de terror e temas assustadores. No início da música, efeitos sonoros como uma porta rangendo, um trovão, sons de passos, ventos e cães uivando são ouvidos. A instrumentação consiste em um sintetizador Minimoog, uma bateria eletrônica Linn LM-1, um piano Rhodes, um sintetizador Roland Jupiter-8, uma guitarra elétrica, um órgão de tubos e uma seção de sopro composta por trompete, trombone, flugelhorn, saxofone e flauta.

## Videoclipe
Influenciado pelo sucesso dos vídeos de "Billie Jean" e "Beat It", Michael resolveu convidar o cineasta John Landis para dirigir o clipe. O videoclipe se inicia com um prólogo no qual está uma frase atribuída a Michael Jackson: "Due to my strong personal convictions, I wish to stress that this film in no way endorses a belief in the occult.'" (em português: "'Em função de minhas fortes convicções pessoais, quero enfatizar que este filme de forma alguma endossa uma crença no oculto'").
O enredo se passa na década de 50 e começa com Jackson e sua namorada (a Playmate Ola Ray) passeando até que a gasolina do carro acaba. Os dois vão caminhar por uma mata até que Jackson a pede em noivado. Ela aceita e ele então resolve contar a ela um segredo. Entretanto, antes que Jackson consiga falar, uma lua cheia aparece no céu e ele se transforma em um terrível tigromem. Depois de uma perseguição pela floresta, a cena se abre e percebe-se que a história na verdade era um filme de terror chamado Thriller e estrelado por Vincent Price. Assustada, a namorada de Jackson sai do cinema e ele a segue. Na rua, Michael a provoca, cantando boa parte da canção. Os dois passam em frente a um cemitério e zumbis começam a sair de suas covas. Eles seguem o casal, que se vê cercado por eles. De repente, Michael também se transforma em zumbi. Começa aí uma sequência de danças complexas que dura boa parte do vídeo. Logo depois Michael se une aos mortos-vivos e continua a perseguir sua namorada. Cercada por eles, ela foge para uma cabana abandonada, até que grita e acorda, percebendo que tudo foi um sonho. Michael então vai levá-la para o quarto, mas vira o rosto para câmera, revelando seus olhos amarelos, como os do lobisomem no começo do filme.
O vídeo de "Thriller" é uma das marcas registradas de Michael Jackson, e sua coreografia ficou tão famosa quanto o moonwalk ou a solitária luva branca. Thriller é mais um vídeo do que uma canção. Seu vídeo se mantém atual e interessante até os dias de hoje. Prova disso são as constantes referências feitas a ele pelo cinema, pela televisão e até em outras canções e videoclipes. Filmes como O Retorno dos Mortos Vivos, Parte II ou De Repente 30 mostram de forma clara sua referência ao vídeo. Algumas séries de TV como South Park ou The Simpsons também tiveram Thriller com o referência em alguns de seus episódios. No Brasil, a música virou trilha sonora dos comerciais da Sky em 2013. No mesmo ano, as Chiquititas dançaram a música (num instrumental similar) na telenovela homônima exibida do SBT. Na área musical, os exemplos mais notáveis são os DJs Bob Sinclair e Fatboy Slim e a banda Fall Out Boy e Alien Ant Farm. E na área do videoclipe Thriler serviu de inspiração para a banda Gorillaz, os cantores Chris Brown e Miley Cyrus. O desenho Jelly Jamm também homenageou o vídeo. Em 2014, a série Patrulha Salvadora homenageou o vídeo, com a música "Muleke Doido", cantada por Jean Paulo Campos, o Cirilo.
Após 41 anos do lançamento do curta-metragem, na noite de 18 de setembro de 2024, o videoclipe atingiu 1 bilhão de visualizações, quebrando o recorde de ter quatro curtas-metragens com mais de 1 bilhão de visualizações.

## Repercussão

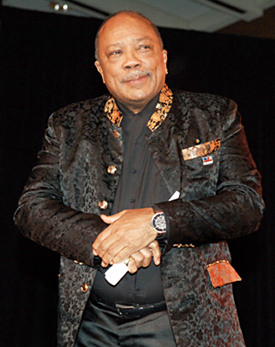
Quincy Jones esteve envolvido na produção de "Thriller"

"Thriller" rapidamente fez sucesso em todo o planeta; era exibido a cada 40 minutos na MTV americana. Foi e ainda é um fenômeno  no mundo todo, tanto pelo enredo incrível, quanto pela coreografia espetacular, impactante e cativante. O sucesso do clipe é tanto que permanece até hoje. Em 2007 1.500 presos da província de Cebu chamaram a atenção do mundo quando resolveram coreografar Thriller. A coreografia foi filmada e colocada no YouTube, recebendo mais de 14 milhões de dowloads em menos de um mês. Recentemente uma companhia de teatro européia colocou em cartaz o musical Thriller Live que conta toda a história de Michael, desde a época dos Jackson Five até o álbum Invincible.
Há também uma versão indiana da música, em telugu, chamada "Golimar" (algo como "Sexta-Feira dos Mortos"), feita pelo cantor Chiru.

## Paradas musicais
| 1983/1984                                  | Melhor posição |
| ------------------------------------------ | -------------- |
| Austrália ARIA Charts                      | 1(5x)          |
| Alemanha                                   | 1              |
| França Singles Chart                       | 1              |
| Espanha Singles Chart                      | 1              |
| Suécia Singles Chart                       | 1 (2x)         |
| Reino Unido                                | 1 (3)          |
| Estados Unidos Billboard Hot 100           | 4              |
| Estados Unidos Billboard Hot Black Singles | 1 (14x)        |
| 2009                                       | Melhor posição |
| Austrália ARIA Charts                      | 1 (5x)         |
| Alemanha                                   | 32             |
| Finlândia Singles Chart                    | 1              |
| Israel                                     | 1 (14x)        |
| Itália                                     | 4              |
| Nova Zelândia Singles Chart                | 1 (21x)        |
| Reino Unido Top 10                         | 1 (2x)         |
| Estados Unidos Billboard Hot Digital Songs | 2              |